# Saison 2017-2018 de la LHO
 (juin 2022).
Si vous disposez d'ouvrages ou d'articles de référence ou si vous connaissez des sites web de qualité traitant du thème abordé ici, merci de compléter l'article en donnant les références utiles à sa vérifiabilité et en les liant à la section « Notes et références ».
Saison précédente Saison suivante
La saison 2017-2018 est la 38e saison de hockey sur glace de la Ligue de hockey de l'Ontario (LHO). Le gagnant remporte la Coupe J.-Ross-Robertson.

## Saison régulière

### Association de l'Est
| Clt   | Équipe                 | PJ | V  | D  | DP | DF | BP  | BC  | Pts |
| ----- | ---------------------- | -- | -- | -- | -- | -- | --- | --- | --- |
| +001, | Bulldogs de Hamilton   | 68 | 43 | 18 | 4  | 3  | 252 | 207 | 93  |
| +002, | Frontenacs de Kingston | 68 | 36 | 23 | 6  | 3  | 243 | 202 | 81  |
| +003, | Generals d'Oshawa      | 68 | 36 | 29 | 3  | 0  | 250 | 243 | 75  |
| +004, | 67's d'Ottawa          | 68 | 30 | 29 | 6  | 3  | 225 | 260 | 69  |
| +005, | Petes de Peterborough  | 68 | 23 | 39 | 3  | 3  | 222 | 283 | 52  |

| Clt   | Équipe                    | PJ | V  | D  | DP | DF | BP  | BC  | Pts |
| ----- | ------------------------- | -- | -- | -- | -- | -- | --- | --- | --- |
| +001, | Colts de Barrie           | 68 | 42 | 21 | 4  | 1  | 297 | 229 | 89  |
| +002, | IceDogs de Niagara        | 68 | 35 | 23 | 7  | 3  | 240 | 235 | 80  |
| +003, | Battalion de North Bay    | 68 | 30 | 28 | 7  | 3  | 213 | 237 | 70  |
| +004, | Steelheads de Mississauga | 68 | 33 | 32 | 1  | 2  | 251 | 250 | 69  |
| +005, | Wolves de Sudbury         | 68 | 17 | 42 | 9  | 0  | 197 | 291 | 43  |

- En gras : champion d'association
- En italique : qualifié pour les séries éliminatoires

### Association de l'Ouest
| Clt   | Équipe               | PJ | V  | D  | DP | DF | BP  | BC  | Pts |
| ----- | -------------------- | -- | -- | -- | -- | -- | --- | --- | --- |
| +001, | Rangers de Kitchener | 68 | 43 | 21 | 3  | 1  | 246 | 218 | 90  |
| +002, | Attack d'Owen Sound  | 68 | 38 | 22 | 3  | 5  | 289 | 247 | 84  |
| +003, | Knights de London    | 68 | 39 | 25 | 2  | 2  | 233 | 212 | 82  |
| +004, | Storm de Guelph      | 68 | 30 | 29 | 5  | 4  | 228 | 263 | 69  |
| +005, | Otters d'Érié        | 68 | 23 | 35 | 7  | 3  | 220 | 270 | 56  |

| Clt   | Équipe                           | PJ | V  | D  | DP | DF | BP  | BC  | Pts |
| ----- | -------------------------------- | -- | -- | -- | -- | -- | --- | --- | --- |
| +001, | Greyhounds de Sault-Sainte-Marie | 68 | 55 | 7  | 3  | 3  | 317 | 186 | 116 |
| +002, | Sting de Sarnia                  | 68 | 46 | 17 | 4  | 1  | 299 | 213 | 97  |
| +003, | Spitfires de Windsor             | 68 | 32 | 30 | 4  | 2  | 214 | 224 | 70  |
| +004, | Spirit de Saginaw                | 68 | 29 | 30 | 9  | 0  | 196 | 238 | 67  |
| +005, | Firebirds de Flint               | 68 | 20 | 43 | 3  | 2  | 194 | 316 | 45  |

- En gras : champion d'association
- En italique : qualifié pour les séries éliminatoires

### Meilleurs pointeurs
| Joueur          | Équipe                         | PJ | B  | A  | Pts | Pun |
| --------------- | ------------------------------ | -- | -- | -- | --- | --- |
| Aaron Luchuk    | Colts de Barrie                | 68 | 50 | 65 | 115 | 8   |
| Morgan Frost    | Greyhounds de Sault Ste. Marie | 67 | 42 | 70 | 112 | 56  |
| Jordan Kyrou    | Sting de Sarnia                | 56 | 39 | 70 | 109 | 22  |
| Nick Suzuki     | Attack d'Owen Sound            | 64 | 42 | 58 | 100 | 18  |
| Dmitry Sokolov  | Colts de Barrie                | 64 | 50 | 46 | 96  | 18  |
| Sam Miletic     | IceDogs de Niagara             | 63 | 36 | 56 | 92  | 24  |
| Jason Robertson | Frontenacs de Kingston         | 68 | 41 | 46 | 87  | 36  |
| Evan Bouchard   | Knights de London              | 67 | 25 | 62 | 87  | 54  |
| Adam Mascherin  | Rangers de Kitchener           | 67 | 40 | 46 | 86  | 20  |
| Boris Katchouk  | Greyhounds de Sault Ste. Marie | 58 | 42 | 43 | 85  | 30  |

### Meilleurs gardiens
| Gardien           | Équipe                         | PJ | Min   | V  | D  | DP | DF | Bl | Moy  | %Arr |
| ----------------- | ------------------------------ | -- | ----- | -- | -- | -- | -- | -- | ---- | ---- |
| Matthew Villalta  | Greyhounds de Sault Ste. Marie | 49 | 2 904 | 40 | 5  | 2  | 2  | 3  | 2,58 | 90,8 |
| Jeremy Helvig     | Frontenacs de Kingston         | 56 | 3 318 | 31 | 16 | 6  | 3  | 2  | 2,68 | 91,6 |
| Michael DiPietro  | Spitfires de Windsor           | 56 | 3 267 | 29 | 21 | 3  | 1  | 7  | 2,79 | 91   |
| Christian Propp   | Battalion de North Bay         | 35 | 2 052 | 19 | 10 | 3  | 3  | 1  | 2,81 | 91   |
| Joseph Raaymakers | Knights de London              | 46 | 2 623 | 29 | 13 | 1  | 1  | 3  | 2,84 | 91   |

## Séries éliminatoires
|  | Huitièmes de finale              | Huitièmes de finale    |                                  |   | Quarts de finale | Quarts de finale |  |  | Demi-finales | Demi-finales |  |  | Finale | Finale |
|  | Huitièmes de finale              | Huitièmes de finale    |                                  |   | Quarts de finale | Quarts de finale |  |  | Demi-finales | Demi-finales |  |  | Finale | Finale |
|  |                                  |                        |                                  |   |                  |                  |  |  |              |              |  |  |        |        |
|  |                                  |                        |                                  |   |                  |                  |  |  |              |              |  |  |        |        |
|  |                                  |                        |                                  |   |                  |                  |  |  |              |              |  |  |        |        |
|  | Greyhounds de Sault-Sainte-Marie | 4                      |                                  |   |                  |                  |  |  |              |              |  |  |        |        |
|  | Greyhounds de Sault-Sainte-Marie | 4                      |                                  |   |                  |                  |  |  |              |              |  |  |        |        |
|  | Spirit de Saginaw                | 0                      |                                  |   |                  |                  |  |  |              |              |  |  |        |        |
|  | Spirit de Saginaw                | 0                      | Greyhounds de Sault-Sainte-Marie | 4 |                  |                  |  |  |              |              |  |  |        |        |
|  |                                  |                        | Greyhounds de Sault-Sainte-Marie | 4 |                  |                  |  |  |              |              |  |  |        |        |
|  |                                  | Attack d'Owen Sound    | 3                                |   |                  |                  |  |  |              |              |  |  |        |        |
|  | Attack d'Owen Sound              | Attack d'Owen Sound    | 3                                | 4 |                  |                  |  |  |              |              |  |  |        |        |
|  | Attack d'Owen Sound              |                        |                                  | 4 |                  |                  |  |  |              |              |  |  |        |        |
|  | Knights de London                | 0                      |                                  |   |                  |                  |  |  |              |              |  |  |        |        |
|  | Knights de London                | 0                      | Greyhounds de Sault-Sainte-Marie | 4 |                  |                  |  |  |              |              |  |  |        |        |
|  |                                  |                        | Greyhounds de Sault-Sainte-Marie | 4 |                  |                  |  |  |              |              |  |  |        |        |
|  |                                  | Rangers de Kitchener   | 3                                |   |                  |                  |  |  |              |              |  |  |        |        |
|  | Rangers de Kitchener             | Rangers de Kitchener   | 3                                | 4 |                  |                  |  |  |              |              |  |  |        |        |
|  | Rangers de Kitchener             |                        |                                  | 4 |                  |                  |  |  |              |              |  |  |        |        |
|  | Storm de Guelph                  | 2                      |                                  |   |                  |                  |  |  |              |              |  |  |        |        |
|  | Storm de Guelph                  | 2                      | Rangers de Kitchener             | 4 |                  |                  |  |  |              |              |  |  |        |        |
|  |                                  |                        | Rangers de Kitchener             | 4 |                  |                  |  |  |              |              |  |  |        |        |
|  |                                  | Sting de Sarnia        | 2                                |   |                  |                  |  |  |              |              |  |  |        |        |
|  | Sting de Sarnia                  | Sting de Sarnia        | 2                                | 4 |                  |                  |  |  |              |              |  |  |        |        |
|  | Sting de Sarnia                  |                        |                                  | 4 |                  |                  |  |  |              |              |  |  |        |        |
|  | Spitfires de Windsor             | 2                      |                                  |   |                  |                  |  |  |              |              |  |  |        |        |
|  | Spitfires de Windsor             | 2                      | Greyhounds de Sault-Sainte-Marie | 2 |                  |                  |  |  |              |              |  |  |        |        |
|  |                                  |                        | Greyhounds de Sault-Sainte-Marie | 2 |                  |                  |  |  |              |              |  |  |        |        |
|  |                                  | Bulldogs de Hamilton   | 4                                |   |                  |                  |  |  |              |              |  |  |        |        |
|  | Bulldogs de Hamilton             | Bulldogs de Hamilton   | 4                                | 4 |                  |                  |  |  |              |              |  |  |        |        |
|  | Bulldogs de Hamilton             |                        |                                  | 4 |                  |                  |  |  |              |              |  |  |        |        |
|  | 67's d'Ottawa                    | 1                      |                                  |   |                  |                  |  |  |              |              |  |  |        |        |
|  | 67's d'Ottawa                    | 1                      | Bulldogs de Hamilton             | 4 |                  |                  |  |  |              |              |  |  |        |        |
|  |                                  |                        | Bulldogs de Hamilton             | 4 |                  |                  |  |  |              |              |  |  |        |        |
|  |                                  | IceDogs de Niagara     | 1                                |   |                  |                  |  |  |              |              |  |  |        |        |
|  | IceDogs de Niagara               | IceDogs de Niagara     | 1                                | 4 |                  |                  |  |  |              |              |  |  |        |        |
|  | IceDogs de Niagara               |                        |                                  | 4 |                  |                  |  |  |              |              |  |  |        |        |
|  | Generals d'Oshawa                | 1                      |                                  |   |                  |                  |  |  |              |              |  |  |        |        |
|  | Generals d'Oshawa                | 1                      | Bulldogs de Hamilton             | 4 |                  |                  |  |  |              |              |  |  |        |        |
|  |                                  |                        | Bulldogs de Hamilton             | 4 |                  |                  |  |  |              |              |  |  |        |        |
|  |                                  | Frontenacs de Kingston | 1                                |   |                  |                  |  |  |              |              |  |  |        |        |
|  | Colts de Barrie                  | Frontenacs de Kingston | 1                                | 4 |                  |                  |  |  |              |              |  |  |        |        |
|  | Colts de Barrie                  |                        |                                  | 4 |                  |                  |  |  |              |              |  |  |        |        |
|  | Steelheads de Mississauga        | 2                      |                                  |   |                  |                  |  |  |              |              |  |  |        |        |
|  | Steelheads de Mississauga        | 2                      | Colts de Barrie                  | 2 |                  |                  |  |  |              |              |  |  |        |        |
|  |                                  |                        | Colts de Barrie                  | 2 |                  |                  |  |  |              |              |  |  |        |        |
|  |                                  | Frontenacs de Kingston | 4                                |   |                  |                  |  |  |              |              |  |  |        |        |
|  | Frontenacs de Kingston           | Frontenacs de Kingston | 4                                | 4 |                  |                  |  |  |              |              |  |  |        |        |
|  | Frontenacs de Kingston           |                        |                                  | 4 |                  |                  |  |  |              |              |  |  |        |        |
|  | Battalion de North Bay           | 1                      |                                  |   |                  |                  |  |  |              |              |  |  |        |        |
|  | Battalion de North Bay           | 1                      |                                  |   |                  |                  |  |  |              |              |  |  |        |        |

## Trophées LHO
| Coupe J.-Ross-Robertson, remis au vainqueur des séries éliminatoires :                                | Bulldogs de Hamilton                                               |
| Trophée Hamilton Spectator, remis au champion de la saison régulière :                                | Greyhounds de Sault Ste. Marie                                     |
| Trophée Bobby-Orr, remis au vainqueur de la finale de la Conférence de l'Est :                        | Bulldogs de Hamilton                                               |
| Trophée Wayne-Gretzky, remis au vainqueur de la finale de la Conférence de l'Ouest :                  | Greyhounds de Sault Ste. Marie                                     |
| Trophée Emms, remis au champion de la Division Centrale en saison régulière :                         | Colts de Barrie                                                    |
| Trophée Leyden, remis au champion de la Division Est en saison régulière :                            | Bulldogs de Hamilton                                               |
| Trophée Holody, remis au champion de la Division Mid-Ouest en saison régulière :                      | Rangers de Kitchener                                               |
| Trophée Bumbacco, remis au champion de la Division Ouest en saison régulière :                        | Greyhounds de Sault Ste. Marie                                     |
| Trophée Red-Tilson, remis au meilleur joueur :                                                        | Jordan Kyrou (Sting de Sarnia)                                     |
| Trophée Eddie-Powers, remis au meilleur pointeur :                                                    | Aaron Luchuk (Colts de Barrie)                                     |
| Trophée Matt-Leyden, remis au meilleur entraîneur :                                                   | Drew Bannister (Greyhounds de Sault Ste. Marie)                    |
| Trophée Jim-Mahon, remis à l'ailier droit qui inscrit le plus de buts :                               | Jordan Kyrou (Sting de Sarnia)                                     |
| Trophée Max-Kaminsky, remis au meilleur défenseur :                                                   | Nicolas Hague (Steelheads de Mississauga)                          |
| Prix du gardien de la saison de la LHO, remis au meilleur gardien :                                   | Michael DiPietro (Spitfires de Windsor)                            |
| Trophée Jack-Ferguson, remis au premier choix de repêchage de la LHO :                                |                                                                    |
| Trophée Dave-Pinkney, remis aux gardiens de l'équipe ayant encaissé le moins de but :                 | Matthew Villalta et Tyler Johnson (Greyhounds de Sault Ste. Marie) |
| Trophée de la famille Emms, remis à la meilleure recrue :                                             | Andrei Svechnikov (Colts de Barrie)                                |
| Trophée F.-W.-« Dinty »-Moore, remis au gardien recrue ayant la plus basse moyenne de buts alloués :  | Jordan Kooy (Knights de London)                                    |
| Trophée Dan-Snyder, remis au joueur ayant démontré la meilleure implication auprès de sa communauté : | Garrett McFadden (Storm de Guelph)                                 |
| Trophée William-Hanley, remis au joueur ayant le meilleur esprit sportif :                            | Nick Suzuki (Attack d'Owen Sound)                                  |
| Trophée Leo-Lalonde, remis au meilleur joueur sur-âgé :                                               | Aaron Luchuk (Colts de Barrie)                                     |
| Trophée Bobby-Smith, remis au meilleur joueur étudiant :                                              | Barrett Hayton (Greyhounds de Sault Ste. Marie)                    |
| Trophée Roger-Neilson, remis au meilleur joueur universitaire :                                       | Stephen Gibson (Steelheads de Mississauga)                         |
| Trophée Ivan-Tennant, remis au meilleur joueur de niveau High School :                                | Mack Guzda (Attack d'Owen Sound)                                   |
| Trophée Mickey-Renaud, remis au meilleur capitaine :                                                  | Justin Lemcke (Bulldogs de Hamilton)                               |
| Trophée Tim Adams :                                                                                   |                                                                    |
| Trophée Wayne-Gretzky 99, remis au meilleur joueur en série éliminatoire :                            | Robert Thomas (Bulldogs de Hamilton)                               |

### Équipes d'étoiles
| Première équipe  | Première équipe                | Position | Deuxième équipe | Deuxième équipe                |
| Joueur           | Équipe                         | Position | Joueur          | Équipe                         |
| ---------------- | ------------------------------ | -------- | --------------- | ------------------------------ |
| Michael DiPietro | Spitfires de Windsor           | G        | Jeremy Helvig   | Frontenacs de Kingston         |
| Nicolas Hague    | Steelheads de Mississauga      | D        | Sean Durzi      | Attack d'Owen Sound            |
| Evan Bouchard    | Knights de London              | D        | Conor Timmins   | Greyhounds de Sault Ste. Marie |
| Boris Katchouk   | Greyhounds de Sault Ste. Marie | A        | Sam Miletic     | IceDogs de Niagara             |
| Morgan Frost     | Greyhounds de Sault Ste. Marie | A        | Aaron Luchuk    | Colts de Barrie                |
| Jordan Kyrou     | Sting de Sarnia                | A        | Taylor Raddysh  | Greyhounds de Sault Ste. Marie |